# Simonishäuser
Simonishäuser (polnisch Kolonia Szymonki), auch Hartenhäuser, Berghäuser, war eine kleine Siedlung oberhalb des seit 1945 polnischen Ortes Niwnice (Kunzendorf unterm Walde) im Powiat Lwówecki der Woiwodschaft Niederschlesien in Polen. Bis 1945 war der Ort Teil des Kreises Löwenberg.

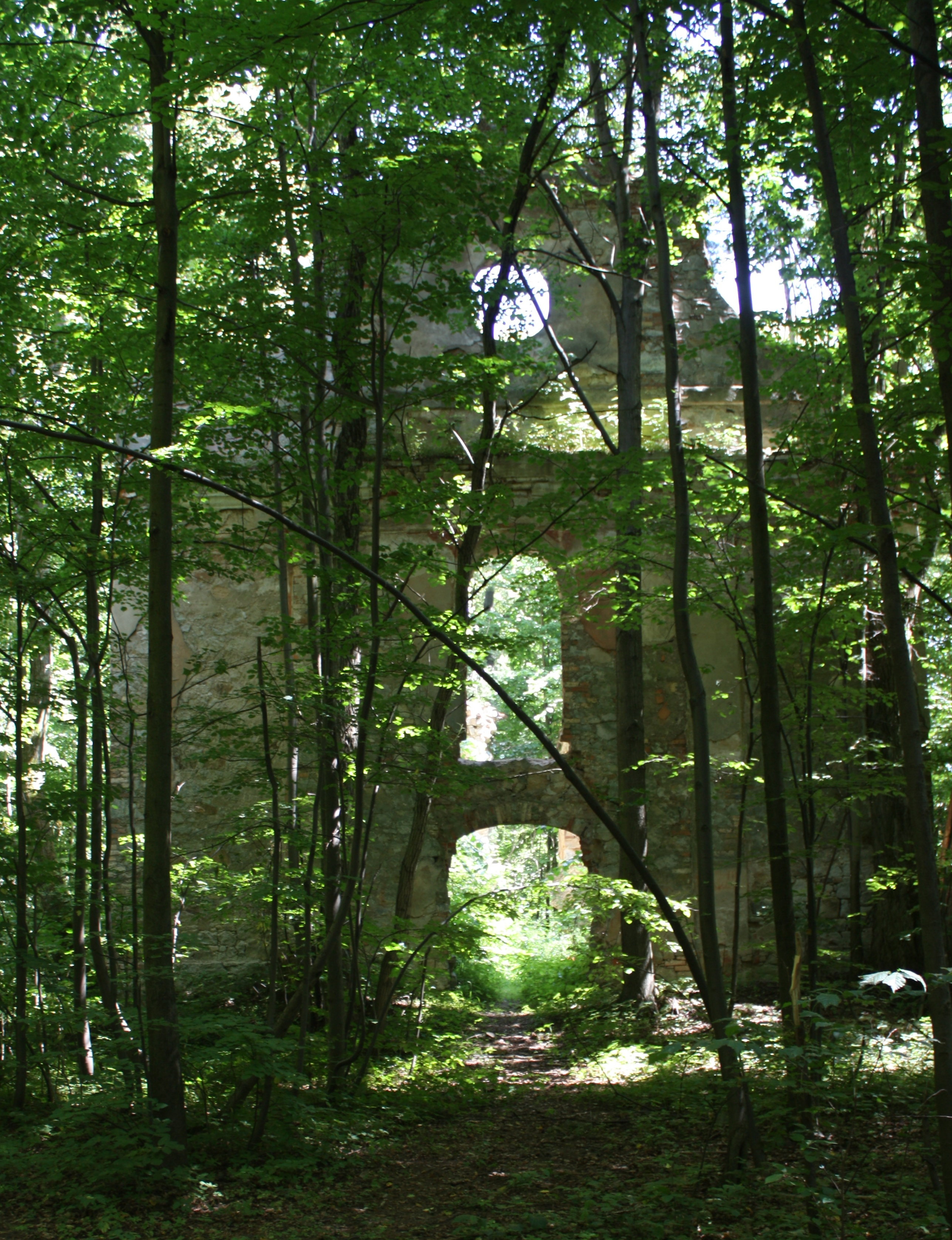
Ruine der Kirche

## Geschichte
Das Dorf Neuland, entsprechend dem nördlichen Teil des heutigen Niwnice, liegt am leichten Höhenzug Harthe mit seiner Erhöhung Hartheberg. 1703 ließ Graf Nostitz hier eine kleine Kirche errichten, zu der vom Schloss Neuland aus ein Kreuzweg mit Lindenbäumen führte. Neben der Kirche wurde das zweigeschossige Simonishaus errichtet, in dessen Obergeschoss sich ein Versammlungsraum für die Löwenberger Malteser befand. Im Erdgeschoss wurde eine Ausstellung mit kostbaren Schnitzereien gezeigt. Im Dezember 1850 wurde Gräfin d’Oultrement Besitzerin. Sie richtete auf dem Hartheberg ein Pflegeheim und ein Waisenhaus ein. Dort siedelten bis in die 1940er-Jahre etwa 600 Einwohner.
Nachbardörfer sind Groß Rackwitz (Rakowice Wielkie), Hartelangenvorwerk (Radłówka), Kesselsdorf (Kotliska), Kunzendorf unterm Walde und Gießmannsdorf, Kreis Bunzlau.
Bei Kriegsende 1945 und dem Vormarsch der Roten Armee wurde der Harteheberg von einem Militärstab besetzt. Am 3. März 1945 feuerte ein SS-Panzer auf die Gebäude auf dem Hartheberg. Seit diesem Kriegsverbrechen sind die Häuser Ruinen. Der Flurname heißt heute Nowy Ład.